# Industrien (kulturhus)
Industrien er et kulturhus beliggende Bredgade 73 - 75 i Aarup på Fyn, med en kapacitet til ca. 200 publikummer. Huset rummer i dag Aarup Bibliotek, biograf, galleri, Lokalhistorisk Arkiv, foredragsforening og musikforening m.m.
Kulturhusets navn refererer til bygningernes tidligere anvendelse, der var domicil for Håndværker- og Industriforeningen i Aarup. Den ældste af bygningerne er oprettet i 1890 af Aarup Håndværker og Industriforening.